# 布拉奈 (阿瓦隆区)
布拉奈（法語：Blannay，法語發音：[blanɛ]）是法国勃艮第-弗朗什-孔泰大区约讷省的一个市镇，属于阿瓦隆区。

## 地理
布拉奈（47°31'43"N, 3°46'52"E）面积7.26 平方千米，位于法国勃艮第-弗朗什-孔泰大區约讷省，该省份为法国中北部内陆省份，西接卢瓦雷省，西北接塞纳-马恩省，南至涅夫勒省，东临科多尔省，东北与奥布省接壤。
与布拉奈接壤的市镇（或旧市镇、城区）包括：圣莫雷、屈尔河畔阿尔西、日夫里、蒙蒂约、塞尔米泽勒、屈尔河畔武特奈。

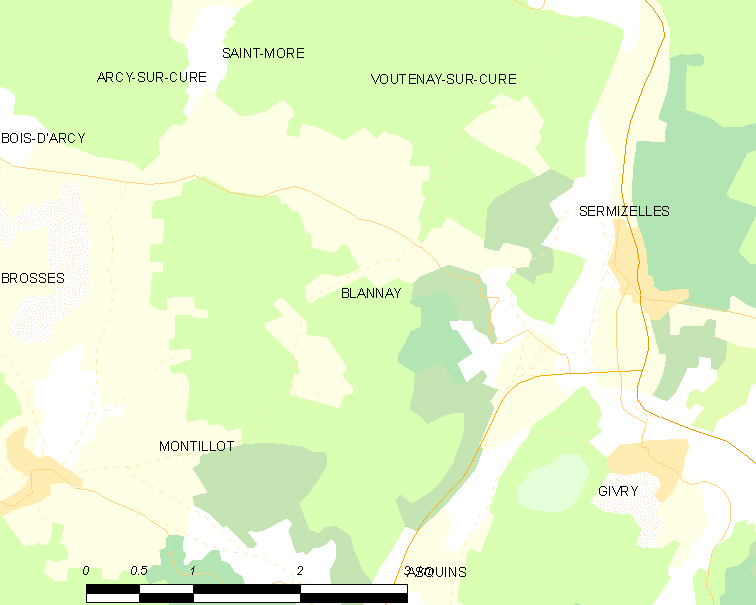
的OSM定位图

布拉奈的时区为UTC+01:00、UTC+02:00（夏令时）。

## 行政
布拉奈的邮政编码为89200，INSEE市镇编码为89044。

## 政治
布拉奈所属的省级选区为茹拉维尔县。

## 人口

1962-2008年间人口变化图示

布拉奈于2022年1月1日时的人口数量为100人。